# Il cervo e il leone
Il cervo alla fonte e il leone è una favola scritta da Esopo, nel VI secolo a.C.

## Trama
La storia è ambientata in una foresta dove viveva una vasta varietà di animali. Un giorno un cervo arrivò ad un lago e vide la sua immagine riflessa. Specchiandosi osservò le sue maestose corna e vide che erano assai belle, ma poi muovendosi si accorse delle sue gambe sottili e insignificanti e guardandosi pensò che sarebbe stato meglio non avere quelle gambe.
Ma all'improvviso sentì un rumore quasi impercettibile e voltandosi vide un maestoso leone a circa 100 metri da lui. Così iniziò la lunga caccia durante la quale le sottili gambe del cervo gli diedero molta velocità; dopo una lunga corsa i due animali continuarono la caccia nella foresta più fitta dove il cervo impigliò le sue maestose corna e non si poté muovere, così fu raggiunto in tempo dal leone e ucciso.

## Significato
La morale di questa favola di Esopo è che spesso la salvezza viene da amici sospetti mentre altri in cui riponevamo piena fiducia ci tradiscono.
Questo messaggio però può essere considerato anche in modo più generale: non fermarsi sull'aspetto esterno. A volte le cose che a noi piacciono di più esteriormente sono proprio le cose che ci mandano in svantaggio, come in questo caso; invece le cose più brutte possono essere più utili e apprezzate.